# Michael Orozco
Michael Orozco Fiscal, né le 7 février 1986 à Orange en Californie, est un joueur international américain de soccer qui joue au poste de défenseur central à l'Orange County SC en USL Championship.

## Biographie

### En club
Les parents de Michael sont originaires du Mexique et il porte le nom de son père tout d'abord, Orozco, et de sa mère, Fiscal. Il intègre dans le centre de formation de l'équipe de Mexican Primera A de San Luis FC en 2006,.
Orozco fait ses débuts professionnels pour San Luis durant le championnat d'Apertura 2006 quand il entre en jeu en seconde mi-temps contre les Tigres UANL mais il retourne aux vestiaires deux minutes plus tard après avoir été sanctionné par l'arbitre d'un carton rouge.
En janvier 2010, Orozco quitte San Luis pour rejoindre la Major League Soccer et la franchise du Union de Philadelphie sous forme de prêt. À l'issue de la saison, Philadelphie décide de ne pas lever l'option d'achat sur le joueur et il rentre donc à San Luis.
Par la suite, Orozco est de nouveau prêté, mais à Puebla FC pour la saison de Clausura 2013. Le transfert est définitif durant l'été alors que San Luis déménage et change d'identité.

### En sélection
Orozco est appelé pour un camp de préparation de l'équipe américaine U-23 en vue des Jeux olympiques 2008 à Pékin. Il aide donc l'équipe U-23 à se qualifier pour les Jeux de 2008 avec de grandes performances en défense et il est nommé dans le meilleur XI des qualifications de la CONCACAF pour les Jeux olympiques de 2008 (Best XI of the 2008 CONCACAF Men’s Olympic Qualification All-Tournament Team). Le 17 juillet 2008, il est donc logiquement appelé pour représenter son pays aux Jeux olympiques se tenant à Pékin. Il débute les trois rencontres mais reçoit un carton rouge à la 3e minute de la rencontre opposant les Américains au Nigeria que ces derniers remporteront.
Le 28 août 2008, Michael est appelé pour la première fois en sélection nationale pour un camp d'entraînement afin de préparer les qualifications pour la Coupe du monde 2010 face à Cuba et Trinité-et-Tobago. Il débute lors de cette dernière rencontre, le 15 octobre 2008, jouant les 90 minutes de ce match que les Américains perdront 2-1. Après cette défaite, il faut attendre pas loin de trois ans avant de revoir Orozco en sélection nationale. Il revient à l'occasion d'un match amical contre le Mexique qui est médiatisée en raison des débuts du nouveau sélectionneur des Yanks, Jürgen Klinsmann. Il affronte de nouveau le Mexique une année plus tard, le 15 août 2012, inscrivant l'unique but de la rencontre qui est synonyme de première victoire américaine en terres mexicaines. Les Mexicains encaissent alors seulement leur 9e défaite au mythique Stade Azteca,.

#### Buts internationaux
| Buts internationaux de Michael Orozco | Buts internationaux de Michael Orozco | Buts internationaux de Michael Orozco    | Buts internationaux de Michael Orozco | Buts internationaux de Michael Orozco | Buts internationaux de Michael Orozco   | Buts internationaux de Michael Orozco |
| 0                                     | Date                                  | Lieu                                     | Adversaire                            | Résultat                              | Compétition                             |                                       |
| ------------------------------------- | ------------------------------------- | ---------------------------------------- | ------------------------------------- | ------------------------------------- | --------------------------------------- | ------------------------------------- |
| 1                                     | 15 août 2012                          | Stade Azteca, Mexico, Mexique            | Mexique                               | 1-0                                   | Match amical                            |                                       |
| 2                                     | 9 juillet 2013                        | Jeld-Wen Field, Portland, États-Unis     | Belize                                | 6-1                                   | Gold Cup 2013                           |                                       |
| 3                                     | 15 octobre 2013                       | Estadio Rommel Fernández, Panama, Panama | Panama                                | 3-2                                   | Éliminatoires de la Coupe du monde 2014 |                                       |

## Palmarès
San Luis FC
- Champion du Mexique en Clausura 2009

 États-Unis
- Vainqueur de la Gold Cup en 2013

## Statistiques
| Saison                | Club                         | Championnat           | Championnat | Championnat | Coupe(s) nationale(s) | Coupe(s) nationale(s) | Compétition(s) continentale(s) | Compétition(s) continentale(s) | Compétition(s) continentale(s) | Séries | Séries | États-Unis | États-Unis | Total | Total |
| Saison                | Club                         | Division              | M.          | B.          | M.                    | B.                    | Comp.                          | M.                             | B.                             | M.     | B.     | M.         | B.         | M.    | B.    |
| 2006-2007             | San Luis FC                  | Primera División      | 8           | 0           | 0                     | 0                     | -                              | -                              | -                              | -      | -      | -          | -          | 8     | 0     |
| 2007-2008             | San Luis FC                  | Primera División      | 27          | 0           | 2                     | 0                     | -                              | -                              | -                              | -      | -      | -          | -          | 29    | 0     |
| 2008-2009             | San Luis FC                  | Primera División      | 21          | 1           | 0                     | 0                     | CS+CL+SL                       | 2+4+2                          | 0+1+0                          | -      | -      | 1          | 0          | 30    | 2     |
| 2009-2010             | San Luis FC                  | Primera División      | 13          | 2           | 0                     | 0                     | -                              | -                              | -                              | -      | -      | -          | -          | 13    | 2     |
| 2011-2012             | San Luis FC                  | Primera División      | 26          | 0           | 0                     | 0                     | -                              | -                              | -                              | -      | -      | 3          | 0          | 29    | 0     |
| 2012-2013             | San Luis FC                  | Liga MX               | 10          | 1           | 2                     | 0                     | -                              | -                              | -                              | -      | -      | 1          | 1          | 13    | 2     |
| Sous-total            | Sous-total                   | Sous-total            | 105         | 4           | 4                     | 0                     | -                              | 8                              | 1                              | -      | -      | 5          | 1          | 122   | 6     |
| 2010                  | Union de Philadelphie (prêt) | MLS                   | 29          | 2           | 1                     | 0                     | -                              | -                              | -                              | -      | -      | -          | -          | 30    | 2     |
| 2012-2013             | Puebla FC (prêt)             | Liga MX               | 15          | 0           | 4                     | 0                     | -                              | -                              | -                              | -      | -      | -          | -          | 19    | 0     |
| 2013-2014             | Puebla FC (prêt)             | Liga MX               | 26          | 1           | 0                     | 0                     | -                              | -                              | -                              | -      | -      | 6          | 2          | 32    | 3     |
| 2014-2015             | Puebla FC (prêt)             | Liga MX               | 31          | 0           | 4                     | 0                     | -                              | -                              | -                              | -      | -      | 5          | 0          | 40    | 0     |
| Sous-total            | Sous-total                   | Sous-total            | 72          | 1           | 8                     | 0                     | -                              | 0                              | 0                              | -      | -      | 11         | 2          | 91    | 3     |
| 2015-2016             | Club Tijuana                 | Liga MX               | 18          | 0           | 7                     | 0                     | -                              | -                              | -                              | -      | -      | 11         | 1          | 36    | 1     |
| 2016-2017             | Club Tijuana                 | Liga MX               | 26          | 0           | 6                     | 0                     | -                              | -                              | -                              | -      | -      | 2          | 0          | 34    | 0     |
| 2017-2018             | Club Tijuana                 | Liga MX               | 13          | 0           | 3                     | 0                     | -                              | -                              | -                              | -      | -      | -          | -          | 16    | 0     |
| Sous-total            | Sous-total                   | Sous-total            | 57          | 0           | 16                    | 0                     | -                              | -                              | -                              | -      | -      | 13         | 1          | 86    | 1     |
| 2019-2019             | Lobos de la BUAP             | Liga MX               | 29          | 1           | 0                     | 0                     | -                              | -                              | -                              | -      | -      | -          | -          | 29    | 1     |
| 2019                  | Orange County SC             | USLC                  | 17          | 2           | -                     | -                     | -                              | -                              | -                              | 1      | 1      | -          | -          | 18    | 3     |
| 2020                  | Orange County SC             | USLC                  | 15          | 0           | -                     | -                     | -                              | -                              | -                              | -      | -      | -          | -          | 15    | 0     |
| 2021                  | Orange County SC             | USLC                  | 32          | 1           | -                     | -                     | -                              | -                              | -                              | 4      | 0      | -          | -          | 36    | 1     |
| 2022                  | Orange County SC             | USLC                  | 30          | 1           | 1                     | 0                     | -                              | -                              | -                              | -      | -      | -          | -          | 31    | 1     |
| 2023                  | Orange County SC             | USLC                  | 0           | 0           | 0                     | 0                     | -                              | -                              | -                              | -      | -      | -          | -          | 0     | 0     |
| Sous-total            | Sous-total                   | Sous-total            | 94          | 4           | 1                     | 0                     | -                              | -                              | -                              | 5      | 1      | -          | -          | 100   | 5     |
| Total sur la carrière | Total sur la carrière        | Total sur la carrière | 329         | 12          | 14                    | 0                     | -                              | 8                              | 1                              | 5      | 1      | 29         | 4          | 385   | 18    |